# 나캠든
나캠든(본명: Kamden Winston Na, 2001년 6월 9일~)는 대한민국의 앰퍼샌드원의 멤버이다.

## 경력
- 2023년 ~ 그룹 앰퍼샌드원 멤버

## 개요
2023년 11월 15일에 데뷔한 대한민국의 7인조 다국적 보이그룹 앰퍼샌드원의 멤버. 그룹 내에서 메인댄서와 래퍼를 맡고 있다.

## 포지션

### 메인댄서
앰퍼샌드원에서 유일하게 공식 포지션이 댄스인 멤버로 주간 아이돌에서는 메인댄서로 언급되었다. 보이즈플래닛 듀얼 포지션 배틀 <LAW> 무대 당시 팀 내에서 유일한 랩 포지션이었음에도 팀 내 투표를 통해 메인댄서로 발탁되어 활약했다. 극한데뷔 야생돌에서도 프리스타일 댄스를 선보이며 주목을 받은 바 있다. 절도있고 파워풀하지만 부드러운 춤선을 가지고 있으며, 물 흐르듯 자연스러운 강약조절이 특징적이다. 단독 팬미팅 '나캠든 개론'에서 카이의 Rover를 커버하며 뛰어난 춤 실력을 보이기도. 보이즈플래닛 파이널 경연곡인 <Jelly Pop>에서는 자연스러운 강약조절로 곡의 분위기를 잘 살려냈다.

### 래퍼
상대적으로 구분되는 포지션은 메인래퍼. 앰퍼샌드원에서 마카야와 함께 랩 포지션을 맡고 있다. 보이즈플래닛에서는 메인래퍼를 두 번이나 맡으며 그 존재감을 알렸다. 허스키하고 무거운 톤이 인상적으로 파워풀한 랩을 주로 선보인다. 랩이 주 포지션이지만 FNC 엔터테인먼트에는 보컬로 입사하였는데, 3년 동안 노래만 부르다가 음역대가 낮은 것 같아 회사에 직접 랩을 해보고 싶다고 말했다고 한다. 랩을 시작한지 얼마 되지 않았음에도 보이즈플래닛 첫 무대인 스타 레벨 테스트 <Rush hour> 무대에서 자작랩을 선보였고, 듀얼 포지션 배틀 <LAW>에서도 팀 내 유일한 랩 포지션 으로서 랩 메이킹을 주도했다. 앰퍼샌드원으로 데뷔 하자마자 멤버들 중 유일하게 타이틀 곡에 랩 파트 작사로 참여하며 그 역량을 보여주기도 했다.